# Téteghem
Téteghem korábbi község Franciaországban, Nord megyében. Lakosainak száma 6926 fő (2018. január 1.). Téteghem Dunkerque, Coudekerque-Village és Hoymille községekkel határos.
2016. január 1-jén Coudekerque-Village korábbi községgel egyesült és az így létrejött Téteghem-Coudekerque-Village új község része lett.

## Népesség
A település népessége az elmúlt években az alábbi módon változott:
| Lakosok száma | 1652 | 1766 | 2874 | 5839 | 7237 | 7213 | 6952 | 8360 | 7098 | 6926 |
|               | 1962 | 1968 | 1975 | 1990 | 1999 | 2008 | 2013 | 2016 | 2017 | 2018 |